# 노르카프
노르카프(노르웨이어: Nordkapp)는 노르웨이의 핀마르크주에 위치한 노르웨이에서 가장 북쪽에 위치한 지역이다. 노르카프는 노르웨이어로 "북쪽의 곶"을 뜻한다. 또한 이 지역은 가장 북쪽에 있다는 이유로 여름철에는 백야가, 겨울철에는 극야가 일어나는 유명한 지역이다. 그러나 하지 때에는 다른 노르웨이 도시 지역에서도 지평선 아래로 내려가지 않은 백야를 볼 수 있다. 하지만 이보다 조금 더 북쪽에 위치한 크니브셸로덴이라는 지역이 있다.

## 태양 관측
1. 노르웨이는 여름철마다 항상 어느 지역 상관없이 백야가 항상 일어난다. 하지만 그 중에서 북위 71도 10분에 위치한 노르카프 지역에서는 하지가 아니더라도 제일 북쪽에 위치한 이유로 최소한 초가을이 될 때까지 태양이 언제나 지평선 아래로 내려가지 않는다. 그런데 다른 국가와 다른 지역처럼 항상 태양이 북동쪽에서 점점 높이 올라가다 남쪽이 이르렀을 때까지 가장 높이 떠있다 서쪽으로 갈수록 점점 높이가 낮아져 북서쪽 가면서 태양이 지평선에 가까워진다. 태양은 지평선 아래로 넘어가는 게 아니라 북쪽의 낮은 지평선을 한동안 지나 다시 북동쪽으로 갈수록 다시 떠오른다. 백야 지역에서도 태양이 높아지고 낮아지는 원인은 지구가 23.5도 옆으로 기울어져 있는 상황에서 자전하기 때문이다.
2. 백야가 대표적으로 가장 많이 일어나는 이 지역은 외국 관광객들도 백야 구경하려고 많이 몰린다.
3. 그리고 백야가 일어나는 국가에서는 태양이 이론적으로 북쪽으로 지게 된다. 실제로 핀란드에서는 여름철 태양이 아침에 동쪽에서 남쪽으로 이동하면서 점점 높이 뜨다가 서쪽으로 갈수록 점점 낮아지다 북서쪽으로 갈수록 태양이 지평선 아래로 아예 내려간다. 하지만 완전히 노을이 사라지지 않아 석양이나 새벽처럼 그다지 어둡지 않으며 자정이 되면 태양의 노을이 북쪽에 비치는 것을 볼 수 있다. 미국의 알래스카주에서도 밤 11시 40분 쯤에 태양은 지고, 새벽 3시 경에 점점 밝아지기 시작한다. 북쪽에 노을이 비치다가 점점 시간이 지날수록 북동쪽으로 이동하여 태양이 북동쪽에서 뜬다.
4. 반대로 겨울철에는 하루종일 뜨지 않은 극야가 존재한다. 극야라는 극단적으로 밤이 길다는 뜻인데 항상 겨울철에 일어난다. 노르카프 지역에서는 어느 국가보다 가장 북쪽에 위치해 있어서 반대로 겨울마다 밤이 어느 지역보다 가장 길어 태양이 거의 뜨지 않은 시간이 된다. 겨울철 무렵, 노르카프 지역에서는 오전 10시가 되어도 새벽처럼 그리 밝지 않으며 정오 무렵에는 태양이 떠오르지 않는 대신 잠시 남쪽에 노을이 잠시 비치면서 아침처럼 잠시 밝아지지만 오후 2시쯤에는 다시 초저녁같이 어둑어둑해지면서 다시 깜깜해진다.
5. 그리고 노르웨이의 트롬쇠 지역에서도 하지 무렵에는 이 지역과 마찬가지로 하루종일 태양이 지지 않은 백야 장면을 볼 수 있다.[2]

## 태양의 움직임
1. 백야 지역 뿐 아니라 원래 북반구의 어느 지역에서도 동쪽에서 태양이 떠서 서쪽으로 넘어간다. 하지만 밤인 지역에서는 태양이 보이지 않은 대신 그 지역에서는 태양이 북쪽을 향하고 있다. 즉, 북반구의 지역에서도 이론적으로 밤인 무렵에는 태양이 항상 북쪽에 있다.
2. 일반 북반구 지역의 밤인 지역은 항상 태양이 위치하는 방향은 언제나 북쪽에 있다는 것을 보여주듯이, 태양은 동쪽에서 떠서 남쪽을 지나 서쪽으로 넘어가고 밤에는 북쪽을 거쳐 아침이 되면 동쪽으로 다시 뜬다. 그 예시를 북반구의 백야 지역에서 태양이 동쪽에서 높이 뜨다가 서쪽으로 점점 내려가다가 북쪽에 다다를 때에는 가장 낮은 지평선을 지나 동쪽으로 다시 뜨는 증거를 잘 보여준다.
3. 하지 무렵에는 중위도 지역에서도 뜰 때에는 북동쪽에서 태양이 일찍 뜨고 서쪽보다는 북서쪽으로 치우쳐서 태양이 늦게 진다. 이 상황에서 점점 북쪽으로 올라갈수록 태양이 점점 늦게 지며, 고위도에서는 태양이 가장 낮은 지평선 북쪽 하늘에 떠 있게 된다.
4. 남반구에서는 언제나 태양이 동쪽에서 떠서 북쪽을 거쳐 서쪽으로 진다. 대신 달의 모양은 북반구에서 보는 모양이랑 완전히 대조적으로 보인다. 하지만 남반구의 제일 남쪽에 치중된 지역에서는 여름에 백야가 일어나는데 이 곳도 다른 남반구 지역처럼 동쪽에서 태양이 높이 뜨고 북쪽을 거쳐 서쪽으로 갈수록 점점 태양의 높이가 낮아지지만 태양이 지평선 아래로 내려가지 않고 남쪽의 낮은 지평선을 지나 동쪽으로 뜰 것이다.
5. 남반구도 북반구와는 태양이 지나가는 방향만 반대일뿐, 사실상 남반구의 밤인 지역은 항상 태양이 남쪽을 향하고 있다. 즉, 남반구에서도 남쪽을 이론적으로 태양이 지나서 동쪽으로 다시 뜨는 것이 된다.

## 기후
| Helnes Lighthouse의 기후                 | Helnes Lighthouse의 기후 | Helnes Lighthouse의 기후 | Helnes Lighthouse의 기후 | Helnes Lighthouse의 기후 | Helnes Lighthouse의 기후 | Helnes Lighthouse의 기후 | Helnes Lighthouse의 기후 | Helnes Lighthouse의 기후 | Helnes Lighthouse의 기후 | Helnes Lighthouse의 기후 | Helnes Lighthouse의 기후 | Helnes Lighthouse의 기후 | Helnes Lighthouse의 기후 |
| 월                                       | 1월                      | 2월                      | 3월                      | 4월                      | 5월                      | 6월                      | 7월                      | 8월                      | 9월                      | 10월                     | 11월                     | 12월                     | 연간                     |
| ---------------------------------------- | ------------------------ | ------------------------ | ------------------------ | ------------------------ | ------------------------ | ------------------------ | ------------------------ | ------------------------ | ------------------------ | ------------------------ | ------------------------ | ------------------------ | ------------------------ |
| 일평균 최고 기온 °C (°F)                 | −1.5 (29.3)              | −1.6 (29.1)              | −0.7 (30.7)              | 1.4 (34.5)               | 5.2 (41.4)               | 9.3 (48.7)               | 12.6 (54.7)              | 11.8 (53.2)              | 8.6 (47.5)               | 4.5 (40.1)               | 1.5 (34.7)               | −0.5 (31.1)              | 4.2 (39.6)               |
| 일일 평균 기온 °C (°F)                   | −3.6 (25.5)              | −3.6 (25.5)              | −2.4 (27.7)              | −0.2 (31.6)              | 3.4 (38.1)               | 6.9 (44.4)               | 10.1 (50.2)              | 9.7 (49.5)               | 6.9 (44.4)               | 3.0 (37.4)               | −0.2 (31.6)              | −2.4 (27.7)              | 2.3 (36.1)               |
| 일평균 최저 기온 °C (°F)                 | −5.7 (21.7)              | −5.7 (21.7)              | −4.2 (24.4)              | −1.8 (28.8)              | 1.6 (34.9)               | 5.0 (41.0)               | 8.0 (46.4)               | 8.0 (46.4)               | 5.4 (41.7)               | 1.5 (34.7)               | −2.0 (28.4)              | −4.3 (24.3)              | 0.5 (32.9)               |
| 평균 강수량 mm (인치)                    | 94 (3.7)                 | 75 (3.0)                 | 67 (2.6)                 | 59 (2.3)                 | 42 (1.7)                 | 40 (1.6)                 | 44 (1.7)                 | 50 (2.0)                 | 59 (2.3)                 | 83 (3.3)                 | 82 (3.2)                 | 101 (4.0)                | 796 (31.3)               |
| 평균 강수일수 (≥ 1 mm)                   | 18.1                     | 15.3                     | 14.6                     | 13.6                     | 10.6                     | 9.6                      | 9.3                      | 10.5                     | 13.9                     | 17.5                     | 16.5                     | 18.7                     | 168.2                    |
| 출처: Norwegian Meteorological Institute |                          |                          |                          |                          |                          |                          |                          |                          |                          |                          |                          |                          |                          |

## 같이 보기
- 백야
- 극야
- 트롬쇠
- 크니브셸로덴